# Stalagmite

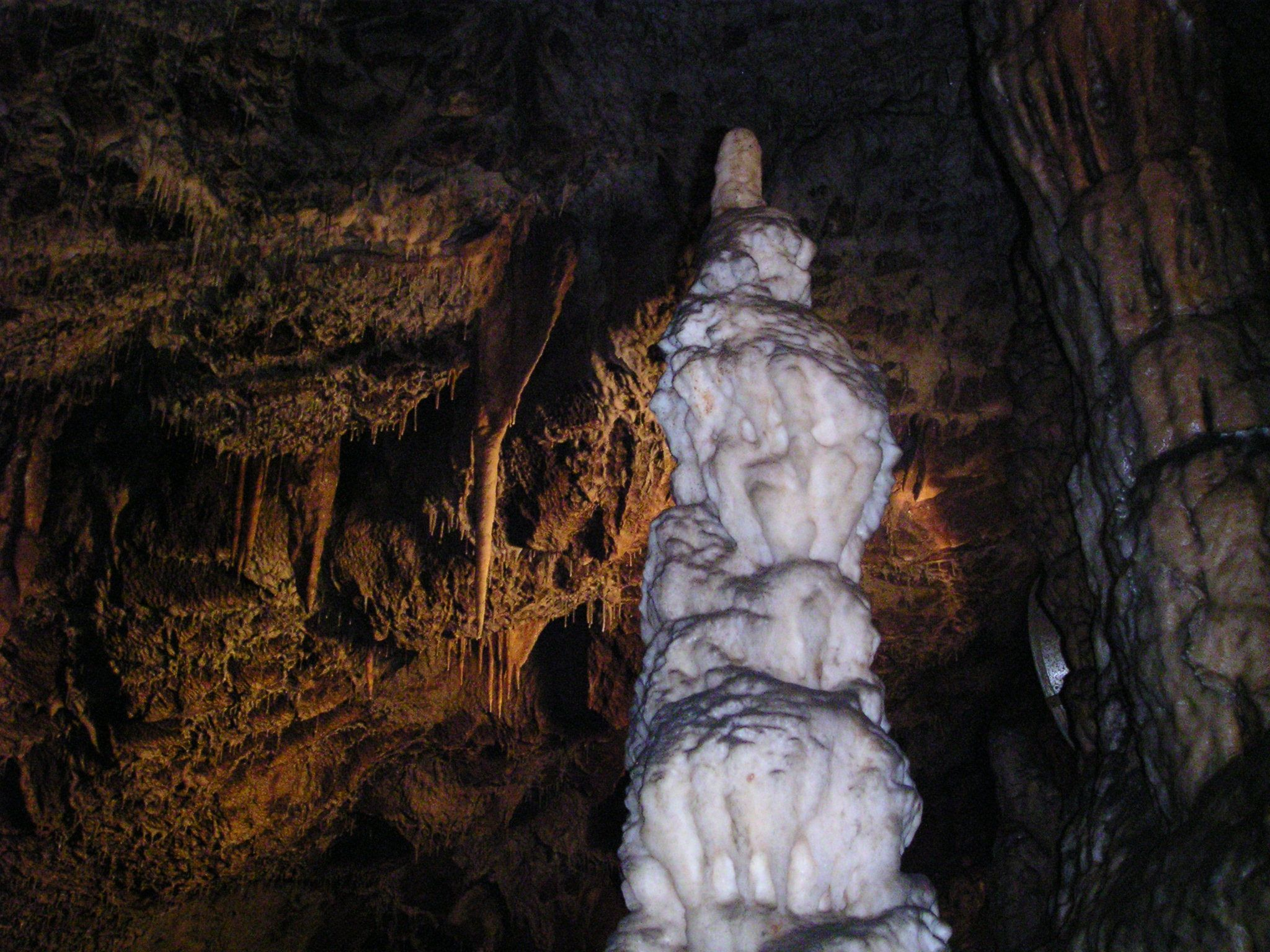
Stalagmite nella grotta di Baradla in Ungheria

La stalagmite è una formazione calcarea colonnare che risale dal pavimento di una grotta soggetta a fenomeni di carsismo, prodotta dal gocciolamento di acqua ricca di sali che deposita strati successivi di minerali.
Il nome deriva dalla parola greca stalagma, con il significato di "goccia".

## Formazione
La modalità di formazione è la stessa della stalattite, e spesso la stalagmite sorge proprio sotto a una stalattite; se le due arrivano a congiungersi si ha la formazione di una colonna.
La forma della stalagmite dipende anche dall'altezza dalla quale cadono le gocce; se questa è notevole le gocce al momento dell'impatto si disperdono su ampie superfici dando luogo alla caratteristica forma a "pila di piatti".